# أحمد الجيزاوي (وزير)
الدكتور أحمد محمد علي الجيزاوي من مواليد محافظة القليوبية قريه سندبيس سندبيس 1948 تخرج كمهندس زراعي من جامعة عين شمس من قسم البساتين عــام 1970 وعين بالكلية وحصل على الماجستير والدكتوراة من نفس الجامعة «جامعة عين شمس» في عام 1980 حصل على دبلومة من جامعة أدنبرة في تكنولوجيا البذور شغل منصب عميد كلية الزراعة جامعة عين شمس في عام 2007-2008م، عين في حكومة هشام قنديل في 7 مايو 2013.